# James Rainwater
Pour les articles homonymes, voir Rainwater.
Leo James Rainwater (9 décembre 1917 - 31 mai 1986) est un physicien américain. Il est colauréat avec Aage Niels Bohr et Ben Roy Mottelson du prix Nobel de physique de 1975.

## Biographie
Rainwater naît à Council dans l'Idaho. Il reçoit son bachelor en 1939 du Caltech. Pendant la Seconde Guerre mondiale il travaille au projet Manhattan. Il obtient son Ph.D. à l'université Columbia en 1946 lorsque sa thèse est déclassifiée.
Il continue à travailler à Columbia et y devient professeur en 1952. En 1949 il commence à développer sa théorie que, contrairement à ce que les spécialistes pensaient, tous les noyaux atomiques ne sont pas sphériques. Ses idées sont confirmées plus tard par Aage Niels Bohr et Ben Roy Mottelson. Ces recherches leurs valent le prix Nobel de physique de 1975 « pour leur découverte du lien entre le mouvement collectif et le mouvement des particules dans le noyau atomique et le développement de la théorie sur la structure du noyau atomique s'appuyant sur ce lien ».